# STS-110
STS-110 fue una misión hacia la EEI, la misión consistía en instalar el armazón S0 arriba del laboratorio Destinity, la nave que integró la misión fue el Atlantis

## Tripulación
- Michael J. Bloomfield (3), Comandante
- Stephen N. Frick (1), Piloto
- Jerry L. Ross (7), Especialista de misión
- Steven L. Smith (4), Especialista de misión
- Ellen Ochoa (4), Especialista de misión
- Lee M.E. Morin (1), Especialista de misión
- Rex J. Walheim (1), Especialista de misión

## Parámetros de la misión
- Masa:
  - Del Orbiter al despegar: 257.079 kg
  - Del Orbiter al aterrizar: 200.657 kg
  - Carga: 13.132 kg
- Perigeo: 155 km
- Apogeo: 225 km
- Inclinación: 51,6°
- Período: 88,3 min

### Acoplamiento con la EEI
- Acoplamiento: 10 de abril de 2002, 16:05:00 UTC
- Desacoplamiento: 17 de abril de 2002, 18:31:00 UTC
- Tiempo de acoplamiento: 7 días, 2 h, 26 min, 00 s